# بهمن دیزل
بهمن دیزل یکی از شرکت‌های فعال خودروسازی در ایران است. این شرکت در زمینه تولید خودروهای سنگین و نیمه سنگین، مانند انواع کامیون، کامیونت و اتوبوس فعالیت دارد.

## تاریخچه
شرکت بهمن دیزل در سال ۱۳۸۲ تأسیس شد و با انعقاد قرارداد انحصاری با شرکت ایسوزو ژاپن فعالیت خود را با مونتاژ کامیونت‌های ایسوزو آغاز نمود.
این شرکت به منظور بهره‌گیری از ظرفیت‌های موجود در ایجاد اشتغال، مونتاژ سایر وسایل نقلیه در بخش حمل‌ونقل جاده‌ای بار و مسافر را، در دستور کار خود قرار داد. در سال ۱۳۸۲ تولید آزمایشی کامیونت ۶ تن را تحت لیسانس شرکت ISUZU ژاپن آغاز نمود و در همان سال رسماً از سوی وزیر صنایع وقت در جاده قدیم کرج افتتاح گردید.
شرکت بهمن دیزل بعد از تولید موفقیت‌آمیز کامیونت ۶ تن(NPR)، طی مطالعات صورت گرفته و تجارب کسب شده، تولید کامیون ۸ تن ایسوزو مدل (NQR) را در سال ۱۳۸۴ آغاز نمود و بعد از آن در سال ۱۳۸۵نیز اقدام به تولید کامیونت سبک ایسوزو (NKR) با وزن ناخالص ۵٫۲ تن نمود.
این شرکت با هدف توسعه فضای تولید و بهینه نمودن خطوط جهت افزایش و تنوع تولید محصولات در دی ماه سال ۱۳۸۵ به مکان فعلی خود در قزوین- شهرک صنعتی البرز انتقال یافت.
شرکت بهمن دیزل همچنین در سال ۸۸ مینی بوس سحر را به سبد محصولات خود افزود.
همچنین محصولات دیگری همچون کامیونت NPR ۶ و ۸ تن، کامیون FVR ۱۸ تن، مینی بوس مکسوس، کامیونت NKR وکامیون و کمپرسی ۲۶ تن FVZ را طی سالهای ۹۲ تا ۹۵ به محصولات خود افزود. ضمن اینکه طی سالهای ۹۶ تا ۹۸ محصولات دیگری چون کامیونت ۵ تن NMR، مینی بوس و کامیونت شیلر (با درصد بالای ساخت داخل) توانستند به خطوط تولید بهمن دیزل راه یابند.
افزایش دو برابری فضای کارخانه در یکی از بهترین فضاهای تولیدی کشور در شهر صنعتی البرز قزوین و بازسازی اساسی خطوط تولید نیز یکی از ده‌ها فعالیت انجام شده در بهمن دیزل بعد از خصوصی شدن بود.

## کاربری سازی
این شرکت از سال ۸۷ فعالیت کاربری سازی بر روی محصولات خود را آغاز کرد و قابلیت‌های گوناگون با کاربریهای مختلف را برای این محصولات در نظر گرفت. تکمیل فرایند استفاده از خودروهای سنگین با ورود به بازار کاربری سازی توانسته دریچه‌های جدید در بازار برای بهمن دیزل باز کند و این موضوع هم‌اکنون در این شرکت با بهترین کیفیت جریان دارد. این روند طی سال‌های ۱۳۹۵ تا ۹۸ گسترش یافت و به تولید ۱۶ نوع مدل کاربری‌های گوناگون انجامید کامیونت و کامیون با کاربریهای مسقف فلزی، مسقف چادری، بغل بازشو، باری فلزی، باری چوبی، کمپرسی، حمل نوشابه، یخچال، ایزوله، جرثقیل، بالابر، خودروبر، حمل زباله، آتش‌نشانی، مخزن شهری و جاروب خیابانی از جمله محصولات این مجموعه به‌شمار می‌آیند که طی این سالها توسط شرکت بهمن دیزل بر روی آنها کار شده‌است.
علاوه بر آن از بهمن دیزل می‌توان، به عنوان تنها شرکت دارای گواهی استاندارد تولید خودرو با کاربری آتش‌نشانی در کشور نام برد.

## محصولات

### کامیون و کامیونت
- کشنده بایک ۵۶۰
- کشنده امپاور BD500
- کامیون باری و کمپرسی امپاور BD300
- کامیونت ۵/۲ تن NMR85E
- کمپرسی FVZ
- کامیونت شیلر ۶ تن
- کامیونت فورس ۶ تن
- کامیونت فورس ۸ تن
- کامیون فورس ۱۲ تن
- کامیون ایسوزو FVR
- کامیونت ایسوزو ۵/۲ تن NKR77
- کامیونت ایسوزو ۸/۴ تن NPR75m
- کامیونت ایسوزو ۶ تن NPR75K
- کامیون ایسوزو FVZ

### مینی‌بوس
- مینی‌بوس ایسوزو سحر[۵]
- مینی بوس مکسوس
- شیلر[۶]

### وانت
- وانت کارا تک کابین و دوکابین
- کاپرا تک کابین و دوکابین
- اینرودز
- G9

## افتخارات
کسب سه سال «رتبه برترین شرکت بهره‌وری» و دو سال «شرکت برتر خدمات خودروهای سنگین»، کسب «رتبه برتر خدمات فروش خودروهای تجاری» در سال ۱۳۹۸، از موفقیت‌های این شرکت است.